# DIN-з'єднувач

PS/2 порти миші і клавіатури

DIN-з'єднувач (конектор) — слабкострумовий з'єднувач між різними пристроями, стандартизований Німецьким інститутом стандартизації (нім. Deutsches Institut für Normung, DIN), німецькою організацією національних стандартів. Існують стандарти DIN на багато типів з'єднувачів, тому термін «DIN-з'єднувач» не означає якийсь конкретний тип з'єднувача доти, поки не вказано номер стандарту (наприклад, «з'єднувач DIN 41524»). Інші приклади:
- DIN 41612, прямокутні з'єднувачі, використовуються для підключення додаткових плат до об'єднувальної або материнської плати;
- DIN 41652 — D-Sub, використовуються для комп'ютерних даних і відео.

У контексті побутової техніки термін «з'єднувач DIN» зазвичай означає сімейство циліндричних з'єднувачів, стандартизованих DIN для аналогових звукових сигналів. Деякі з цих з'єднувачів пізніше використовувалися для аналогового відео і для цифрових інтерфейсів, таких як MIDI або роз'єм PS/2 для клавіатури і миші персонального комп'ютера.
Крім DIN, іншою організацією, назва якої використовується для з'єднувачів, є IEEE. Наприклад, IEEE 1394.